# The Pomegranate: The International Journal of Pagan Studies
The Pomegranate: The International Journal of Pagan Studies (англ. Гранат: международный журнал языческих исследований) — научный журнал посвящённый языческим исследованиям, охватывая исторические, социологические и антропологические стороны неоязычества и других разновидностей язычества.

## История
Журнал был основан в 1996 году аспирантом в области религиоведения Университета Британской Колумбии Фрицем Мунтяном и его подругой Дианой Трейси, как научное, но не полностью рецензируемое издание под названием The Pomegranate: A New Journal of Neopagan Thought (рус. Гранат: новый журнал неоязыческой мысли), целью которое было заявлено «обеспечение научного места для откровенного и критического изучения убеждений и практики неоязычества». В период с 1996 по 2001 год ежеквартально было издано 18 выпусков, что позволило привлечь значительную аудиторию, особенно после представления журнала «Сети исследователей естественных религий» (англ. Nature Religions Scholars Network) — группе, которая собралась ежегодной встрече Американской академии религий.
В 2001 году главным редактором стал Чес Клифтон, который видоизменил название на нынешнее и сделал журнал полностью рецензируемым.
Начиная с 2004 года журнал издаётся Equinox Publishing.

## Главные редакторы
- Чес Клифтон[англ.] (с 2001)[4]

## Индексирование
Журнал реферируется и индексируется Academic Search, Arts and Humanities Citation Index, Current Contents/Arts & Humanities, Religious and Theological Abstracts